# Mateo Leal de Ayala
Mateo Leal de Ayala (La Cabrera de Madrid, 20 de noviembre de 1579 - Buenos Aires, 1627) era un militar y burócrata colonial español que fue nombrado teniente de gobernador general de Asunción a finales de 1612 y como tal, debido a la muerte de su predecesor, ocuparía entre los años 1613 y 1615 el cargo de gobernador del Río de la Plata y del Paraguay. Su último puesto burocrático fue el de alcalde de Buenos Aires en el año 1621.

## Biografía hasta ser nombrado teniente general

### Origen familiar y primeros años
Mateo Leal de Ayala había nacido el 20 de noviembre de 1579 en el pueblo de La Cabrera de Castilla la Vieja que formaba parte de la Corona española, siendo hijo de Isidro Leal de Ayala (n. ib., ca. 1549) y su esposa, Rosa de Medina (n. ca. 1559), que se avecindaron en Madrid.

### Teniente de gobernador general de Buenos Aires

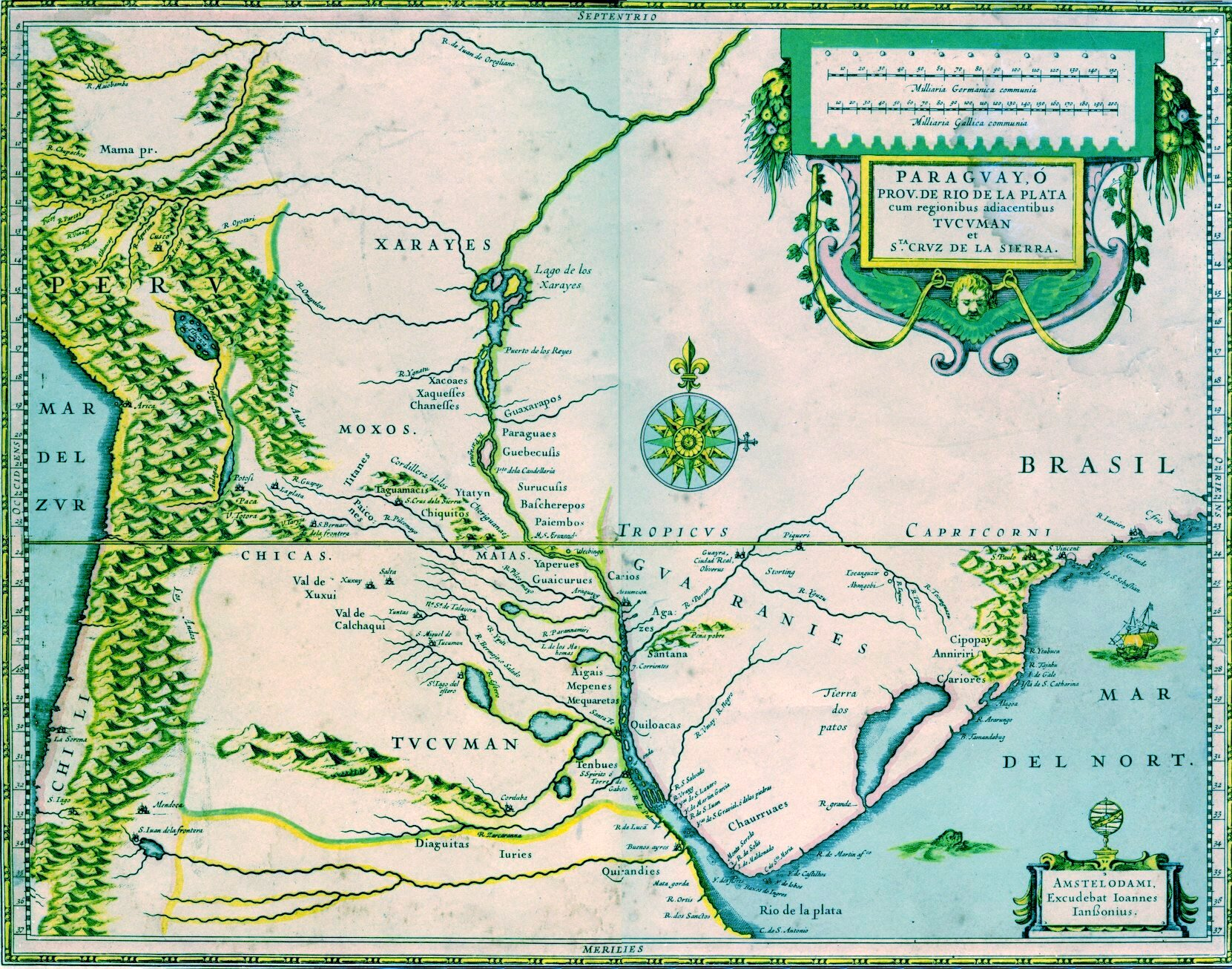
El Virreinato del Perú con la Real Audiencia de Charcas, la gobernación del Tucumán y la del Río de la Plata y del Paraguay, en un mapa de 1600.

Una vez en Sudamérica se instaló en la ciudad de Potosí, «Provincia de Charcas» del entonces gran Virreinato del Perú, y el 12 de febrero de 1607 fue nombrado para ejercer en Buenos Aires como alguacil mayor de tierra y de mar del Río de la Plata, en forma interina, pero que lo ejercería desde Potosí a través de apoderados —su antecesor había sido Cristóbal Ortiz Riquelme— y finalmente como titular en enero de 1609, por lo cual, contraería matrimonio con Magdalena de Aguilar, ya que debía mudarse a Buenos Aires.
Una vez en la ciudad, el día 17 de febrero del citado año compró por 50 pesos de plata —o bien 400 reales— una estancia en el pago de La Matanza a Juan García de Tamorejo. Fue nombrado alguacil de la Real Hacienda en 1610 y el 10 de diciembre del corriente adquirió el solar y casa De la Higuera a Hernán Suárez Maldonado, por unos 2.700 pesos de plata.
Posteriormente se convirtió en teniente de gobernador general y justicia mayor el 31 de diciembre de 1612, siendo su predecesor Manuel de Frías, además de haber sido varias veces cabildante de la misma ciudad. Dicho puesto debió abandonarlo para ocupar uno de más jerarquía, siendo suplantado por J. Aguinaga que solo estuvo en la primera mitad de 1615, y que fue remplazado brevemente por Pedro García, y finalmente sería ocupado por Pedro Gutiérrez a finales del mismo año hasta el 17 de mayo de 1618.

## Gobernador del Río de la Plata y del Paraguay, alcalde y deceso

### Nombramiento en el interinato de la gobernación
Fue designado al cargo interino de gobernador del Río de la Plata y del Paraguay desde el 27 de diciembre de 1613 —después de la muerte por envenenamiento del antecesor Diego Marín de Negrón y luego de haber ejercido su teniente general Francisco González de Santa Cruz en forma interina unos cinco meses— hasta el 8 de enero de 1615.
Había logrado una alianza entre los «beneméritos» y los «confederados de la red de comercio», además de ser amigo y socio de Juan de Vergara y del gobernador rioplatense Diego de Góngora.

### Alcalde ordinario de Buenos Aires
Leal de Ayala pasó a ocupar los cargo de juez visitador de chacras y estancias en 1619, procurador en 1620 y el de alcalde de primer voto en 1621.

### Fallecimiento
Finalmente el gobernante colonial Mateo Leal de Ayala fallecería en Buenos Aires en el año 1627.

## Matrimonio y descendencia
El capitán Mateo Leal de Ayala se había unido en matrimonio en enero de 1609 en Potosí con María Magdalena de Aguilar (n. Potosí, ca. 1589), siendo sus padres Ginés Martínez de Aguilar y Leonor de Vargas, y tuvieron por lo menos cinco hijos:
- Francisca Leal de Ayala (n. Potosí, e/ octubre y noviembre de 1609), que se casó con Alonso Guerrero y tuvieron un hijo al que llamaron José Guerrero Leal de Ayala, futuro regidor del Cabildo de Buenos Aires.[5]
- Inés Leal de Ayala[12] (n. 1610),[12] que se unió en matrimonio con el capitán Juan Cabral de Melo y Alpoin[12] (n. Río de Janeiro, 1596),[12] un hijo de los hidalgos azorano-portugueses Amador Vaz de Alpoim y Margarita Cabral de Melo.[5][8] Fruto del enlace nació Juan Cabral de Ayala, que se unió en matrimonio con Juana Bohórquez Rodríguez Quintero para concebir a Petrona Bohórquez Cabral de Melo y Leal de Ayala, que con su futuro marido Amador Fernández de Agüero fueron los bisabuelos y tatarabuelos, respectivamente, de los dos primeros directores supremos rioplatenses: Gervasio Antonio de Posadas[12] y su sobrino segundo Carlos María de Alvear.[12]
- Justina Leal de Ayala (n. Buenos Aires, 1611), que se unió en matrimonio con Cristóbal Jiménez.[5]
- Mateo Leal de Ayala "el Mozo" (n. Buenos Aires, el 1 de febrero de 1612 y bautizado el día 7 del mes de nacimiento), que se casó en 1633[5] con María de Barrientos y Carrión (n. Córdoba, ca. 1613).[11]
- Ventura Leal de Ayala (n. Buenos Aires, ca. 1615).[5]